# Cjeloživotno učenje
Cjeloživotno učenje definira se kao aktivnost učenja tijekom cijelog života s ciljem unapređenja znanja, vještina i sposobnosti unutar osobne, građanske, društvene i poslovne perspektive (Maravić, 2003).
Koncept cjeloživotnog učenja danas je nesumnjivo okosnica svih modernih pristupa obrazovanju. Izvor snažnog zanimanja za koncept cjeloživotnog učenja jeste kriza obrazovanja koja je dijelom uzrokovana pogrešnim nastojanjem škole da svakog pojedinca do kraja pripremi za život, što je, naravno, zbog dinamike i ritma promjena iluzoran cilj. 
Cjeloživotno učenje percipirano je kao temeljna poluga za ekonomski i demokratski razvoj društva. Ono se nameće kao jedan od obećavajućih načina rješavanja promjena izazvanih znanstvenih, tehnološkim i kulturnim preobrazbama te ostalim promjenama u suvremenom društvu. 
Cjeloživotno učenje je prije svega, obilježeno rastućom složenosti informacijske okoline, kako u kvantitativnom (brojnost izvora), tako i u kvalitativnom smislu (valjanost/relevantnost) izvora.